# 达拉·希科
达拉·希科（1615年3月20日—1659年8月30日）是莫卧儿帝国皇帝沙贾汗和皇后姬蔓·芭奴的长子，1658年与其兄弟沙舒贾、奥朗则布、穆罕默德·穆拉德·巴克什展开皇位之争。奧朗則布勝利後，达拉·希科和其他落敗的兄弟均遭殺害。